# 大成中学 (龙井)

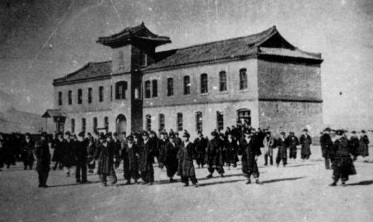
大成中学旧照

大成中学（中国朝鲜语：／）创建于1921年，是吉林省延边朝鲜族自治州龙井市龙井中学的前身。1920年代，大成中学是延边地区反日斗争的策源地和马克思主义思想的摇篮，延边地区首个马克思主义研究小组，首个中国共产党学校支部都在此成立。

## 反孔教会斗争
1921年10月8日， 大成中学在龙井大成儒教掌门人石华俊和清林教会的任昌世倡议下，由儒教和清林教信徒捐资创办。学校成立之初以传授孔孟之道作为宗旨，讲授四书五经、明心宝鉴和儒家封建思想。学校楼顶阁楼供奉有孔子的牌位。每月初一，学校全体师生都要祭拜孔子。:84-85:614-615
大成中学的学生受共产主义思想的影响却主张民主与科学，反对封建迷信。1922年，延边地区最早的马克思主义研究小组“光明会”在大成中学成立。同年4月1日，大成全体学生在进步青年的带领下集体抵制校方祭孔仪式。学生代表提出学校进行改革，但遭拒绝。学生们于是破坏了孔子的牌位，并赶走了孔教会成员的教务主任。此后，学生们推举数学老师玄玑衡任教务主任。此次学运后，学校进行了改革。但脱离教会的学校没多久就陷入财政困难，不得不将学制缩短至两年。1923年3月，首批47名学生毕业。此后，学校因“甲子大饥”不得不停课两年八个月。:85-86:614-617

## 反日斗争
1923年3月，朝鲜早期社会主义者金思国从苏联来到龙井，利用大成中学一楼的一间教室创办“东洋学院”，开展延边地区最早的无产阶级民主主义教育。东洋学院以大成中学首届毕业生为基础招收了70多名青年学生。不过学院很快因日本军警的破坏而于同年8月停办。:86-87
1926年11月11日，朝鲜早期共产主义者朴载厦将延吉大同中学合并到大成中学，在大成中学旧址重新开学。朴载厦任校长，玄玑衡任教务主任。1927年4月15日，恩真中学150名学生因反对宗教斗争集体退学转入大成中学。同年4月，李麟求和李敏焕分别在大成中学成立了“青年总联盟”和“少年总会”。同年7月，朝鲜共产党东满区域局在大成中学成立学校联合支部，朴载厦任支部书记。:87:617
1927年10月2日，龙井各中学朝共组织负责人与东满区域局负责人召开会议，突遭日本巡警搜查，28人被捕，史称“间岛第一次逮捕共产党人事件”。朴载厦和大成中学的3名老师也在此次事件中被逮捕。次日，学生们到日本领事馆门前示威要求放人，但大部分被捕者后都被押至朝鲜汉城西大门刑务所。得知大成中学没有教师讲课后，东兴中学的教师主动不计报酬地给大成中学学生上课。1928年夏，中共东满首位党员、龙井《民声报》社文艺编辑周东郊被聘为汉语讲师，并讲授马克思主义理论和中国革命斗争史。:87-88

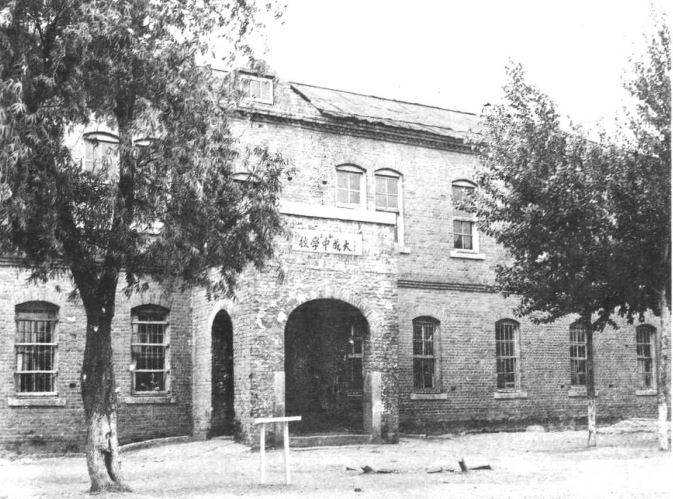
私立龙井大成中学

1928年6月，朝鲜共产党在大成中学组建“垦民教育研究会”，并开办中、小学教师讲习所，向延边各中学教师讲授教育学和学校管理知识，并传授马克思主义革命理论。同年9月发生“间岛第二次逮捕共产党人事件”。72人被逮捕，教师讲习所被迫中断。:88-89
1930年1月23日，大成中学与龙井各学校举行了声援朝鲜光州学生反日斗争的示威游行。同年5月，大成中学师生参加了中国共产党领导的“红五月斗争”。继“五·一”反日示威游行之后，大成和东兴中学的学生于同年5月30日在大成中学操场举行了纪念“五卅惨案”五周年报告大会，后参加了“五卅暴动”。同年10月，大成中学建立了中共在延边地区最早的学校支部，并在学校西侧创建大成中学附属小学——“无产儿童小学”，为150名上不起学的贫苦儿童提供教育。:89

## 九一八事变之后
1931年九一八事变后，大成中学和其他学校一样受到日本人的控制，推行日式教育。1934年3月，大成中学被强行与东兴中学和农业中学合并成为“民成中学”。无产儿童小学也与东兴小学被合并为东兴学校。由于师生们的强烈反对，一年后大成、东兴两校又各自分立，农业中学被废除。日本人接管大成中学后，在学生不在的假期拆除了校舍高丽风格的阁楼。1937年5月，日本人废除了满洲国朝鲜人的治外法权，朝鲜人创办的私立学校变为由满洲国教育部统辖。1939年6月15日，私立大成和东兴中学被满洲国教育部合并成为“龙井国民高等学校”。:89-90

## 解放后

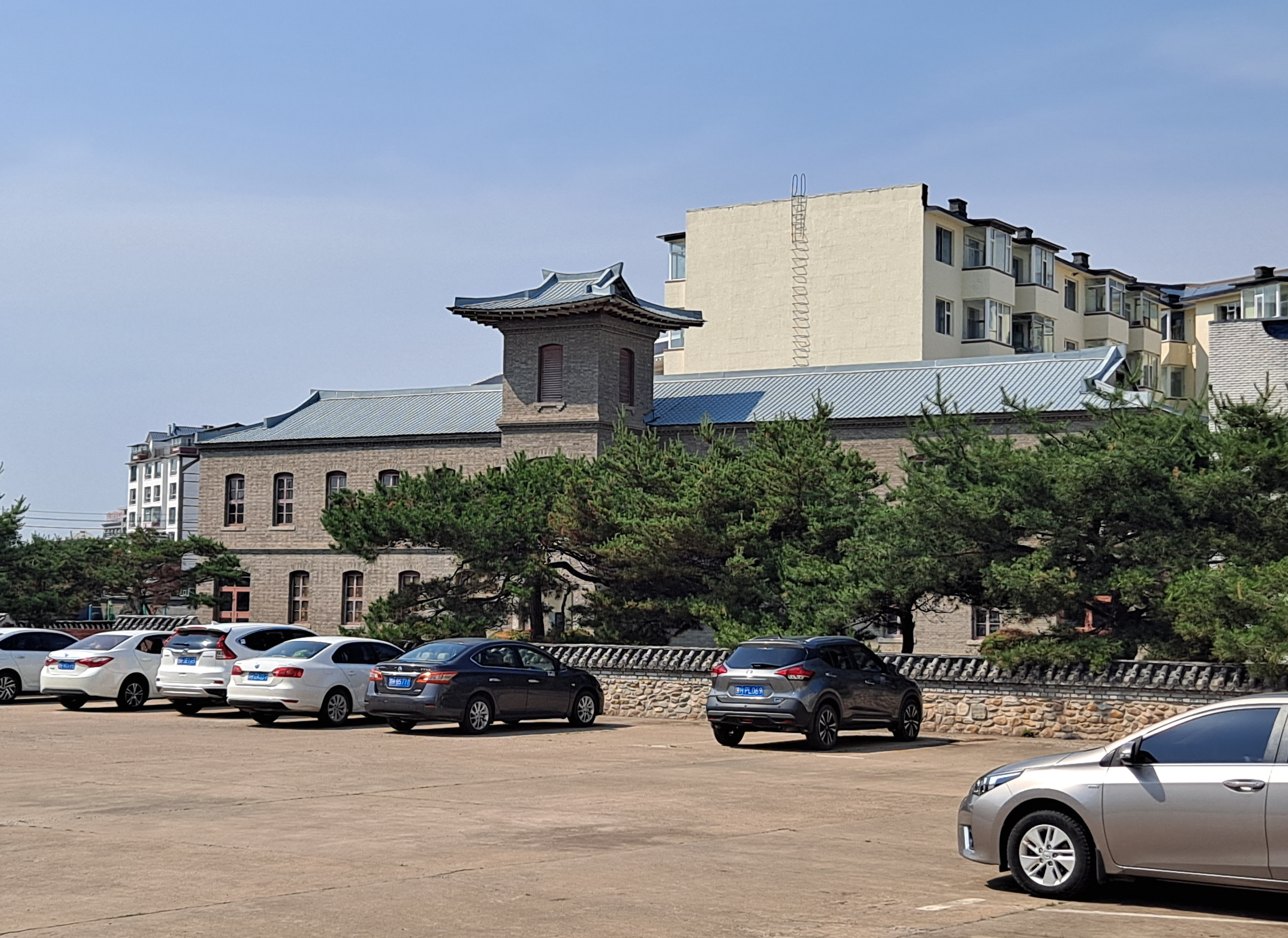
龙井中学校内的大成中学遗址

1945年8月15日，日本无条件投降。同年9月12日，大成中学在旧址重新开学。原大成中学教师玄玑星被推举为校长。学校招聘了10余名老师，招收学生600多人。1946年9月16日，大成中学与龙井其他五所中学合并成立“吉林省立龙井中学”。此后，学校曾多次更名，1968年8月改名为“延吉县第一中学校”，1984年改名为如今的“龙井中学”。:90:246

## 纪念
- 1988年5月，大成中学旧址被吉林省延边朝鲜族自治州政府列为州级重点文物保护单位[4]

## 知名校友
- 李敏焕：东北抗日联军第一军第一师参谋长
- 金昌根：中共磐石中心县委书记
- 金勋：中共汪清县委第一任书记
- 李一平：中共虎林县委书记，东北抗日联军第七军三师政治部主任